# Evelyn McHale
Evelyn Francis McHale (* 20. September 1923 in Berkeley, Kalifornien; † 1. Mai 1947 in New York City, New York) war eine US-amerikanische Buchhalterin, die sich im Alter von 23 Jahren durch einen Sprung von der Aussichtsplattform im 86. Stockwerk des Empire State Buildings das Leben nahm. 
Das kurz nach dem Aufprall ihres Körpers entstandene Foto ihrer Leiche, die auf einem eingedrückten Autodach lag, wurde unter dem Titel „The Most Beautiful Suicide“ („Der schönste Suizid“) bekannt und ist zu einem ikonischen Bild geworden.

## Leben und Tod

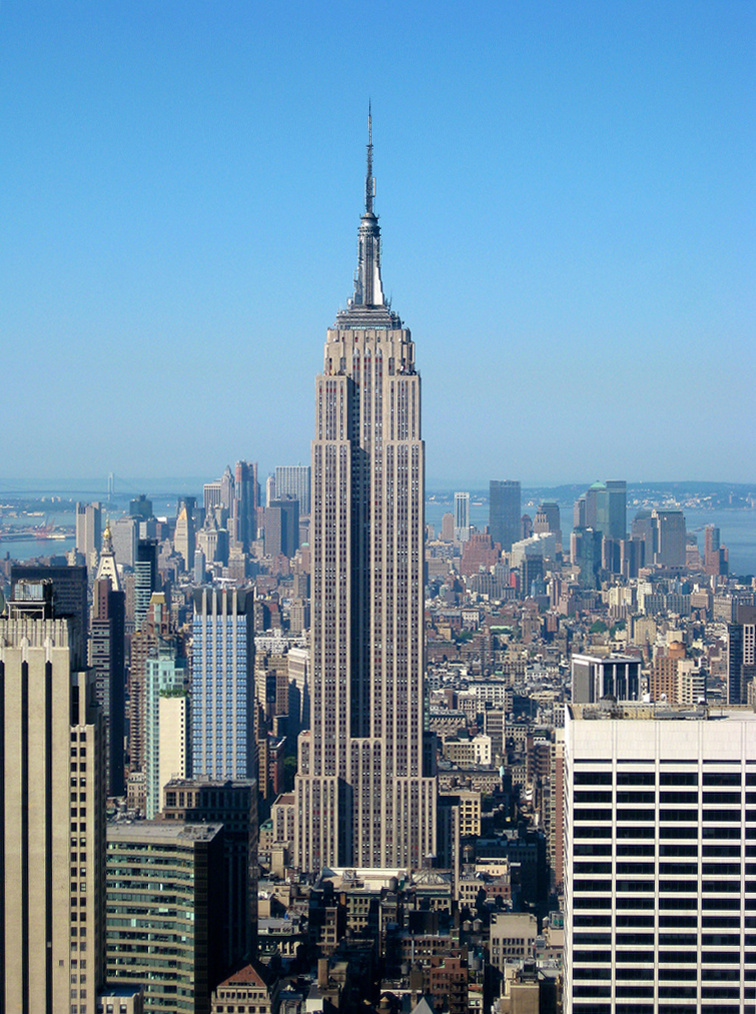
Evelyn McHale nahm sich durch einen Sprung von der Aussichtsplattform im 86. Stockwerk des Empire State Buildings das Leben.

Nach der High School ging McHale zum Women’s Army Corps in Missouri, wo sie als Büromaschinenbedienerin arbeitete. Nachdem sie ihren Dienst abgeleistet hatte, zog sie zu ihrem Bruder und ihrer Schwägerin nach Baldwin im Bundesstaat New York und fand Anstellung als Buchhalterin bei einem Unternehmen in Manhattan. An Silvester 1945 lernte sie auf einer Party den angehenden Ingenieur und ihren späteren Verlobten Barry Rhodes kennen. Das Paar plante, im Juni 1947 zu heiraten.
Am Tag vor ihrem Tod hatte McHale ihren Verlobten in Pennsylvania besucht, der sie am frühen Donnerstagmorgen, dem 1. Mai 1947, zum Bahnhof brachte, wo sie einen Zug nach New York City bestieg. Laut Rhodes habe sie bei ihrer Verabschiedung „normal und glücklich“ gewirkt. McHale traf gegen 9:00 Uhr mit dem Zug in der New Yorker Penn Station ein und kaufte kurz vor 10:30 Uhr ein Ticket für die Aussichtsplattform im 86. Stockwerk des Empire State Buildings. Von dort sprang sie kurz vor 11:00 Uhr in den Tod. Sie war der sechste Mensch, der seit der Fertigstellung des Gebäudes im Jahr 1931 durch einen Sprung vom Empire State Building Suizid beging. Ihr Körper landete auf dem Dach einer am Bürgersteig parkenden Limousine der Vereinten Nationen. Der laute Aufprall sorgte für einen Menschenauflauf. Der ebenfalls hinzukommende Fotografie-Student Robert Wiles fotografierte rund vier Minuten nach dem Aufprall McHales Leiche auf dem Autodach.
Die Polizei fand später auf der Aussichtsplattform McHales Mantel, eine Handtasche, Familienfotos und ein Notizbuch mit einem Abschiedsbrief. Ihrem letzten Willen entsprechend wurde McHales Leichnam eingeäschert und sie erhielt weder ein Grab noch einen Gedenkstein.

## Rezeption
Wiles’ Foto von McHales Suizid erschien als „Picture of the Week“ („Foto der Woche“) auf der kompletten Seite 43 der Ausgabe des Life-Magazins vom 12. Mai 1947 mit der Beschreibung: „Am Fuße des Empire State Buildings ruht die Leiche von Evelyn McHale ruhig auf einer grotesken Totenbahre, ihr fallender Körper schlug auf dem Verdeck eines Autos auf.“
Ben Cosgrove beschrieb das Bild im Jahr 2014 in Time als „technisch reichhaltig, visuell überzeugend, […] geradezu schön“ und McHale mit den Worten: „Evelyn […] sieht für alle Welt aus, als würde sie ruhen oder ein Nickerchen machen, anstatt tot inmitten von zerbrochenem Glas und verbogenem Stahl zu liegen. Alles an ihrer Pose – ihre behandschuhte Hand, die ihre Halskette umklammert, ihre sanft überschlagenen Knöchel, ihre rechte Hand mit ihren anmutig geschwungenen Fingern – deutet darauf hin, dass sie für einen Moment ruhig ist, vielleicht denkt sie an ihre Pläne für später an diesem Tag oder träumt von ihrem Liebsten.“
Das Foto wurde unter dem Titel „The Most Beautiful Suicide“ („Der schönste Suizid“) bekannt und ist zu einem ikonischen Bild geworden. Es ist neben Malcolm Brownes Foto von der Selbstverbrennung des Mönchs Thích Quảng Đức (1963) eines der berühmtesten Bilder eines Suizids und wurde bereits mehrfach in der Populärkultur aufgegriffen, so beispielsweise von Andy Warhol in seinem Werk Suicide (Fallen Body) von 1962.